# Ronnie Lane
Ronald Frederick "Ronnie" Lane (født 1. april 1946 i Forrest Gate, London, død 4. juni 1997 i Trinidad, Colorado, USA) var en engelsk musiker.
Ronnie Lane er primært kendt for sin tid som bassist i de britiske bands Small Faces og Faces i 1960'erne og 1970'erne. Han dannede bandet Ronnie Lane's Slim Chance Band og indspillede  blandt andet "Brother Can You Spare Me a Dime?", "One for the Road" med flere.
Han indspillede i 1977 albummet Rough Mix sammen med Pete Townshend. Albummet blev rost af kritikere, men opnåede ikke store salgstal. 
Under indspilningerne blev Lane diagnosticeret med sklerose. På trods af sygdommen, der invaliderede Lane, fortsatte han indspilninger og optrædener. Han døde af sygdommen i  1997 i kombination med lungebetændelse. Mange artister har indspillet hyldester til minde om Lane, blandt andre Paul Weller og Susan Voelz. Ved Lanes død blev afholdt en mindekoncert med optræden af adskillige britiske artister.

## Diskografi
- Anymore for Anymore (1974)
- Ronnie Lane's Slim Chance (1975)
- One for the Road (1976)
- Mahoney's Last Stand (1976, med Ronnie Wood)
- Rough Mix (1977, med Pete Townshend)
- See Me (1979)
- Majik Mijits (2000, indspillet 1981, med Steve Marriott)